# Meds
Meds is het vijfde studioalbum van de rockband Placebo. Het werd uitgebracht in 2006.

## Lijst van nummers
1. "Meds" - 2:55 (met Alison Mosshart van The Kills)
2. "Infra-Red" - 3:15
3. "Drag" - 3:21
4. "Space Monkey" - 3:51
5. "Follow the Cops Back Home" - 4:39
6. "Post Blue" - 3:11
7. "Because I Want You" - 3:22
8. "Blind" - 4:01
9. "Pierrot the Clown" - 4:22
10. "Broken Promise" - 4:10 (met Michael Stipe van R.E.M.)
11. "One of a Kind" - 3:20
12. "In the Cold Light of Morning" - 3:52
13. "Song to Say Goodbye" - 3:36